# فلورفنیکل
فلورفنیکل(به انگلیسی: Florfenicol) (با نام تجاری Nuflor به بازار عرضه می‌شود) یک آنالوگ مصنوعی فلوئوره شده از تیامفنیکل است، عمدتاً در داروهای دامپزشکی استفاده می‌شود.
این دارو اکنون در سراسر جهان به عنوان یک داروی ژنریک، در دسترس است.